# Giải quần vợt Úc Mở rộng 2023 - Đôi xe lăn quad
Sam Schröder và Niels Vink là nhà vô địch, đánh bại Donald Ramphadi và Ymanitu Silva trong trận chung kết, 6–1, 6–3. Với chức vô địch, Schröder và Vink giành 4 danh hiệu Grand Slam liên tiếp và Super Slam sự nghiệp ở đôi xe lăn quad.
Andy Lapthorne và David Wagner là đương kim vô địch, nhưng thua ở vòng bán kết trước Ramphadi và Silva.

## Hạt giống
1. Sam Schröder /  Niels Vink (Vô địch)
2. Andy Lapthorne /  David Wagner (Bán kết)

## Kết quả

### Từ viết tắt
| - Q = Vòng loại - WC = Đặc cách - LL = Thua cuộc may mắn - Alt = Thay thế - SE = Miễn đặc biệt | - PR = Bảo toàn thứ hạng - w/o = Thắng nhờ đối thủ rút lui trước trận đấu - r = Bỏ cuộc giữa trận đấu - d = Bị xử thua - SR = Xếp hạng đặc biệt |

### Chung kết
|  | Bán kết | Bán kết                       | Bán kết | Bán kết                       | Bán kết |                         |   | Chung kết | Chung kết | Chung kết | Chung kết | Chung kết |  |
|  |         |                               |         |                               |         |                         |   |           |           |           |           |           |  |
|  | 1       | Sam Schröder Niels Vink       | 6       | 6                             |         |                         |   |           |           |           |           |           |  |
|  | 1       | Sam Schröder Niels Vink       | 6       | 6                             |         |                         |   |           |           |           |           |           |  |
|  |         | Heath Davidson Robert Shaw    | 0       | 1                             |         |                         |   |           |           |           |           |           |  |
|  |         | Heath Davidson Robert Shaw    | 0       | 1                             | 1       | Sam Schröder Niels Vink | 6 | 6         |           |           |           |           |  |
|  |         |                               |         |                               |         | Sam Schröder Niels Vink | 6 | 6         |           |           |           |           |  |
|  |         |                               |         | Donald Ramphadi Ymanitu Silva | 1       | 3                       |   |           |           |           |           |           |  |
|  |         | Donald Ramphadi Ymanitu Silva | 7       | Donald Ramphadi Ymanitu Silva | 1       | 3                       | 6 |           |           |           |           |           |  |
|  |         |                               |         |                               |         |                         |   |           |           |           |           |           |  |
|  | 2       | Andy Lapthorne David Wagner   | 5       | 3                             |         |                         |   |           |           |           |           |           |  |